# Bistum Martirano
Koordinaten: 39° 5′ N, 16° 15′ O
Das Bistum Martirano (in der älteren Literatur auch Marturano oder Martorano) (lat. Dioecesis de Martoranum oder Dioecesis Marturanensis) war eine flächenmäßig sehr kleine Diözese der römisch-katholischen Kirche mit Sitz in Martirano in der Provinz Catanzaro (Kalabrien, Italien). Der Ursprung ist unsicher; ein erster sicherer Nachweis der Existenz des Bistums stammt von 1058. Es war zunächst als Suffragandiözese dem Erzbistum Salerno unterstellt und wohl ab 1058 dem neu erhobenen Erzbistum Cosenza. 1818 wurde das Bistum Martirano aufgehoben und mit dem Bistum Nicastro vereinigt. In der Tradition des aufgehobenen Bistums Martirano wurde 1969 das Titularbistum Martirano begründet.

## Lage und Umfang des Bistums
Martirano liegt etwa 14 km nordnordwestlich von Lamezia Terme und rund 23 km südlich von Cosenza in Kalabrien, Italien. Bei der Auflösung der Diözese 1818 umfasste sie die folgenden Gemeinden:
- Bezirk Martirano: Martirano, Motta Santa Lucia und Conflenti
- Bezirk Serrastretta: Decollatura, Soveria Mannelli und Castagna
- Bezirk Scigliano: Scigliano, Pedivigliano, Bianchi, Colosimi und Panettieri

Im Bistum lag die Zisterzienserabtei Santa Maria di Corazzo, der zeitweise Joachim von Fiore als Abt vorstand. Heute sind nur noch Ruinen erhalten.
Die Bischofskirche Santa Maria Assunta in Martirano wurde bei einem Erdbeben im Jahre 1638 zerstört, in den Folgejahren aber wieder aufgebaut. 1905 wurde sie zusammen mit dem Bischofspalast durch ein Erdbeben erneut zerstört. Sie wurde erst in den 1980er Jahren sehr vereinfacht wieder aufgebaut.

## Geschichte
Über die Geschichte des Bistums ist nur wenig bekannt. Das Archiv des Bistums wurde mehrfach durch Feuer oder Erdbeben zerstört; 1806 wurde es geplündert. Besonders über die frühe Geschichte ist so gut wie nichts bekannt.
Der erste urkundliche Nachweis, der sich sicher auf das Bistum bezieht, stammt von 1058. Nach älteren Autoren (z. B. Ferdinando Ughelli) wurde die Diözese allerdings schon im 7. Jahrhundert begründet. Der erste Bischof Reparatus soll am Laterankonzil von 649 teilgenommen haben. Spätere Autoren äußerten Zweifel an dieser Zuordnung. Sie bringen eine Verwechslung mit Bischöfen von Monterano in Latium ins Spiel.
Nach Francesco Russo wurde die Diözese Martirano erst 1058 errichtet, als das Bistum Cosenza durch Papst Stephan IX. zum Erzbistum erhoben wurde. Um dem neuen Erzbistum ein Suffraganbistum zuweisen zu können, wurde nun die neue Diözese Martirano geschaffen. Das Bistum Cosenza war vor der Erhebung zum Erzbistum ein Suffraganbistum des Erzbistums Salerno gewesen.
Ende der 1090er Jahre zog der damalige Bischof Arnulf von Martirano mit dem ersten Kreuzzug in das Heilige Land, sehr wahrscheinlich in der Gefolgschaft des Tankred, eines süditalienischen Normannen. Tankred besetzte am 6. Juni 1099 Bethlehem, noch vor der Eroberung von Jerusalem. Nach Auseinandersetzungen mit den anderen Führern des Kreuzzuges zog sich Tankred wieder aus Bethlehem zurück und baute sich eine Herrschaft in Galiläa auf. Bischof Arnulf von Martirano usurpierte aber die Kirche in Bethlehem, die als Geburtskirche Christi den zweiten Rang unter den Kirchen des Heiligen Landes hatte, in der Hoffnung, dass er zum Bischof von Bethlehem ernannt würde. Er geriet bald darauf (noch 1099) in muslimische Gefangenschaft und kehrte nicht mehr zurück.
Adam von Martirano gehörte zu den Bischöfen, die zu einem längeren Aufenthalt am jeweiligen Aufenthaltsort der Römischen Kurie genötigt waren und dabei ihre Einkünfte als Aussteller von Sammelindulgenzen aufbesserten. Dabei ist er von 1295 bis 1298 nachweisbar. 1295 gehörte Adam in Anagni zu den 15 Ausstellern einer Sammelindulgenz für das Kloster Bleidenstadt, bei der auch Paulus von Molfetta beteiligt war. Vielleicht war auch Adam wie Paulus noch von Coelestin V. ernannt worden, dessen Ernennungen von Bonifaz VIII. widerrufen wurden.
1297 verkündeten Basilius, der Erzbischof der Armenier von Jerusalem, Adam und Maurus, Bischof von Amelia (1288–1321) in Orvieto einen vierzigtägigen Ablass für alle Diejenigen, die am Gottesdienst in der Kirche des Klosters Sonnenkamp des Zisterzienserordens in Mecklenburg teilnahmen. Mit Basilius und Maurus hat Adam auch in den folgenden Jahren bisweilen Urkunden ausgestellt. Spätestens im Jahr 1300 ist Adam wieder in Martirano.
Im 15. und 16. Jahrhundert hatten die meisten Bischöfe ihren Sitz nicht in Martirano und beschränkten sich auf die Nutznießung des Einkommens der Diözese. Das kleine und weniger ertragreiche Bistum Martirano diente einigen Bischöfen als Sprungbrett zu einträglicheren Diözesen. Drei Bischöfe wurden sogar zu Erzbischöfen ernannt.
Nach dem Konzil von Trient begann Bischof Gregorio della Croce (1569–1577) die Diözese zu reformieren; der auf ihn folgende Bischof Mariano Pierbenedetti wurde später sogar zum Kardinal erhoben. Er gründete ein Diözesanseminar in Martirano. Der letzte Bischof von Martirano war der Franziskaner Francesco Antonio Grillo, der 1804 zum Bischof von Cassano ernannt wurde. Der damalige König von Neapel Joseph Bonaparte nutzte die Gelegenheit und hob das Bistum auf. Kirchenrechtlich war dies jedoch keine Aufhebung, sondern nur eine Sedisvakanz. Papst Pius VII. ordnete mit seiner Bulle De utiliori vom 27. Juni 1818 die kirchlichen Verhältnisse im Königreich beider Sizilien neu. Das Bistum Martirano wurde nun auch kirchenrechtlich aufgehoben und mit dem Bistum Nicastro vereinigt. Seit 1969 ist Martirano nun ein Titularbistum der römisch-katholischen Kirche.

## Bischöfe von Martirano
Die Zusammenstellung wurde zunächst der Website www.catholic-hierarchy.org entnommen, die laut Quellenangabe im Wesentlichen auf Konrad Eubels Hierarchia medii aevi beruht. Die Abfolge wurde dann auch mit den älteren Abfolgen in Ughelli, Avino, Cappelletti, Pius Bonifatius Gams und Eubel abgeglichen, da diese Abfolgen oft zusätzliche Informationen enthalten, die Catholic Hierarchy nicht übernommen hat. Außerdem wurden unterschiedliche Schreibweisen aufgenommen, da Catholic Hierarchy alle Bischofsnamen in modernes Italienisch umgewandelt hat. Dies ist sicher für die Bischöfe bis zum 13./14. Jahrhundert falsch, da diese fast ausschließlich in lateinischen Texten erscheinen. Auch für spätere Jahrhunderte ist zweifelhaft, ob diese Personen zumal in Kalabrien bereits die heutige italienische Form benutzt haben.
| Bischof/Verwalter                                                                                      | Amtszeit/Nachweis                                                           | Sonstige Ämter und Bemerkungen |
| --- | --------------------------------------------------------------------------- | --- |
| Ridolfo/Ridulphus                                                                                      | 1090                                                                        | |
| Arnulphus                                                                                              | † 1099                                                                      | zog mit dem Ersten Kreuzzug ins Heilige Land, usurpierte die Kirche von Bethlehem |
| Lambertus                                                                                              | 1124                                                                        | |
| Isaccus                                                                                                | 1175                                                                        | |
| Michael                                                                                                | vor August 1177 bis nach März 1179                                          | |
| Anonymus                                                                                               | Dezember 1199                                                               | |
| Anonymus                                                                                               | 6. Februar 1204 bis 30. Oktober 1204                                        | wahrscheinlich schon der folgende Philippus |
| Philippus de Matera                                                                                    | vor November 1205 bis nach 26. Mai 1238                                     | war Mönch, der Orden ist aber nicht bekannt |
| Anonymus                                                                                               | 1. August 1239 bis 16. Dezember 1239                                        | noch der oben genannte Philippus? |
| Thomas                                                                                                 | 26. Februar 1253 präkonisiert/1254 geweiht bis 18. Oktober 1254             | OCist, vorher Abt des Klosters S. Stefano del Bosco, wurde 1255 zum Bischof von Squillace ernannt, musste im März 1256 ins Exil, hielt sich 1262/63 in Bayern und Kärnten auf |
| Sedisvakanz                                                                                            | 11. Januar 1255 bis 13. Februar 1255                                        | |
| Raynaldus de Aquino                                                                                    | 13. Februar 1255 bis ?                                                      | magister, Kaplan des Kardinals Riccardo Annibaldi |
| Sedisvakanz                                                                                            | Juni 1266                                                                   | |
| Anonymus                                                                                               | 4. Februar 1270                                                             | wahrscheinlich schon der folgende Robertus |
| Robertus                                                                                               | August 1274 bis 4. Juni 1288                                                | nach Eubel: schon c. 1266, wurde 1288 zum Bischof von Monopoli ernannt. |
| Adam                                                                                                   | vor 1295 bis nach † 1330                                                    | Avino schiebt hier von 1320 bis 1330 einen Bischof Niccolò da Cosenza ein, der bei späteren Autoren nicht mehr enthalten ist. 1320 und 1330 hat Adam ohne Erfolg versucht, Erzbischof von Cosenza zu werden. In der zwiespältigen Wahl von 1320 wurde von Papst Johannes XXII. der Dekan von Cosenza, Nikolaus, bestätigt, der durch ein Versehen in Ughellis Liste geraten ist. Bereits Coleti hat in einer Anmerkung darauf hingewiesen, dass Nikolaus nicht in die Liste gehört. |
| Hugo                                                                                                   | 3. Juli 1333 (gewählt) bis ?                                                | war Mönch, Orden unbekannt |
| Senator de Martorana/Senatore Martorano de Cosenza                                                     | vor 1340 bis † 1349                                                         | |
| Joannes de Bisiano/Joannes de Bisignano/Giovanni Bisignano da Cosenza                                  | 18. Mai 1349 bis 22. März 1359                                              | Kanoniker in Cosenza, wurde 1359 zum Bischof von Bisignano ernannt |
| Jacobus/Jacobus de Itri                                                                                | 22. März 1359 bis 20. Dezember 1363                                         | war vorher Bischof von Ischia, wurde 1363 zum Erzbischof von Otranto ernannt |
| Jacobus Castellius Jacobus Castellani/Jacobus Castelli/ Giacomo Castelli/Iacobus Castellani            | 8. Juni 1363/8. Januar 1364 bis 2. April 1390                               | OFMConv, 1390 zum Bischof von Nicastro ernannt, Enzensberger sieht diese Versetzung auf den Bischofssitz von Nicastro als nicht erwiesen |
| Nicolaus                                                                                               | 1390 bis 1400                                                               | wurde abgesetzt |
| Jacobus de Villano/Giacomo Villani da Cosenza                                                          | 4. März 1400 bis 17. Juni 1400                                              | war vorher Kanoniker in Cosenza, wurde 1400 zum Bischof von San Leone ernannt, noch im Jahr 1440 zum Erzbischof von Santa Severina ernannt |
| Nicolaus                                                                                               | 17. Juni 1400 bis ?                                                         | wurde wieder eingesetzt |
| Petrus                                                                                                 | ca. 1410 bis ca. † 1416                                                     | |
| Antonius Stamingo                                                                                      | 2. April 1418 bis † 1440                                                    | OFM, war vorher Bischof von Bosa (Sardinien) |
| ?Carolus de Neapoli                                                                                    | 8. November 1440 (gewählt)                                                  | OSA, wurde nicht bestätigt, fehlt in Eubel |
| Gotifredus de Castro Godfridus de Cola/Godefredus/Gottifredo di Castro da Tropea                       | 4. Mai 1442 bis 11. Februar 1446                                            | Dekan an der Kirche in Tropea, 1446 zum Bischof von San Marco ernannt |
| Antonio (Colae de Genovisio)/Antonius de Genovisio/ Antonio Genovisio da Rossano                       | 11. Februar 1446 bis 1451                                                   | resignierte das Bischofsamt, soll nach Gams 1451 zum Bischof von Isola ernannt worden sein, nahm aber dieses Amt nicht an |
| Martinus/Martino                                                                                       | 28. Mai 1451 bis 3. Februar 1464                                            | war vorher Bischof von Isola, wurde 1464 zum Bischof von Crotone ernannt |
| Angelus/Angelo Greco da Rossano                                                                        | 26. Mai 1464 bis ?                                                          | |
| Aurelius Bienati/Aurelius Bienatus/Aurelio Biennato da Milano                                          | 21. November 1485 bis † 1496                                                | |
| Angelus de Papacoda/Angelis de Pappacoda/Angelo Pappacoda da Napoli                                    | 9. Januar 1497 bis † 1537                                                   | Kleriker aus Neapel |
| Jacobus Antonius Verdutus/Jacobus Antonius Ferduzi/Jacobus de Ancona/Giacomo Antonio Ferduzio d’Ancona | 27. Juni 1537 bis † 1560                                                    | OFMConv, Provinzialminister des Ordens |
| Tolomeo Gallio/Ptolomaeus Galli/Ptolomaeus (Barthol.) Gallius                                          | 13. September 1560 bis 6. Juli 1562                                         | wurde 1562 zum Erzbischof von Siponto ernannt, 1565 zum Kardinalpriester erhoben mit der Titelkirche Santa Maria del Popolo, 1587 Kardinalbischof von Albano, 1589 Kardinalbischof von Sabina, 1591 Kardinalbischof von Frascati, 1600 Kardinalbischof von Porto, 1603 Kardinaldekan und Kardinalbischof von Ostia |
| Gierolamo de F(r)ederici/Hieronymus de Federicis (Lodi)                                                | 8. Juli 1562 bis 9. März 1569                                               | resignierte das Bischofsamt, war vorher Bischof von Sagone, danach apostolischer Nuntius in Savoyen, dann auch Bischof von Lodi |
| Gregorio della Croce/Gregorius de Croce/Gregorius de Cruce                                             | 1. April 1569 bis † 1577                                                    | OP, dalle Spagne |
| Mariano Pierbenedetti/Marianus Perbenedetto/Marianus Perbenedictus/Marianus de Perbenedictis           | 30. Januar 1577 bis 1583                                                    | resignierte das Bischofsamt, 1589 Kardinalpriester mit der Titelkirche Santi Marcellino e Pietro in Rom, 1607 übernahm er die Titelkirche Santa Maria in Trastevere, 1608 Kardinalbischof von Frascati |
| Roberto Fili d’Altamura/Robertus Phili/Robertus Philius                                                | 1583 bis † 1591                                                             | |
| Francesco Monaco da Cosenza/Franciscus Monachus                                                        | 1. Juli 1591/26. Juli 1592/26. Juni 1592 bis † Dezember 1626/Dezember 1627  | |
| Luca Cellesi/Luca Cellesio/Lucas Cellesi/Lucas Cellesius (Cellesi)                                     | 5. Juli 1627 bis † 6. Juni 1661                                             | |
| Felice Antonio Monaco/Felix Antonius Monachus                                                          | 21. November 1661 bis † 1. Januar 1667                                      | |
| Giovanni Giacomo Palemonio (Palamolla)/Jacobus Palamella/Ioannes Iacobus Palamolla                     | 16. März 1667 bis † November 1692                                           | |
| Michelangelo Veraldi/Michael Angelus Veraldus                                                          | 9. März 1693 bis † November 1702                                            | |
| Nicola Righetti/Richetti/Nicolaus Richettus                                                            | 19. Februar 1703 bis † März 1711                                            | |
| Sedisvakanz                                                                                            | 1711 bis 1718                                                               | |
| Pietro Antonio Pietrasanta/Petrus Antonius Petrasancta                                                 | 14. März 1718 bis † Oktober 1727                                            | Barnabit von Mailand |
| Saverio Ferrari                                                                                        | 26. November 1727 bis † April 1733                                          | |
| Nicolò Carmine Falcone                                                                                 | 22. Juni 1733 bis 15. Juli 1743                                             | wurde 1743 zum Erzbischof von Santa Severina ernannt |
| Bernardino Antonio Diego Bernardi/de Bernardis                                                         | 16. Dezember 1743 bis † 14. Mai 1758                                        | OM |
| Nicolò Spedalieri                                                                                      | 18. Dezember 1758 (ernannt)/24. Dezember 1758 (geweiht) bis 29. Januar 1770 | wurde 1770 zum Bischof von Oppido ernannt |
| Giacomo Maria de Tarsia                                                                                | 12. März 1770 (geweiht)/19. März 1770 (geweiht) bis † 1782                  | OM |
| Sedisvakanz                                                                                            | 1782 bis 1792                                                               | |
| Francesco Antonio Grillo                                                                               | 26. März 1792 (ernannt)/9. April 1792 (geweiht) bis 29. Oktober 1804        | OFMConv, wurde 1804 zum Bischof von Cassano all’Jonio ernannt, starb aber nur wenige Tage nach seiner Ernennung |
| Sedisvakanz                                                                                            | 1804 bis 1818                                                               | |

Die Zuordnung der Bischöfe Reparatus (erwähnt 649) und Opportunus (erwähnt 721) zum Bistum Martirano durch ältere Autoren (z. B. D’Avino) wurde bereits von Cappelletti zurückgewiesen. Es handelt sich aller Wahrscheinlichkeit nach um Bischöfe von Mantariana in der Toskana. Cappelletti und auch Gams akzeptierten noch folgende Personen als Bischöfe von Martirano:
- ? Domnus oder Donno[8] (erwähnt 761)
- ? Buono (erwähnt 769)
- ? Teodoro/Teodosio (erwähnt um 826, 853)
- ? Floro oder Florio (erwähnt um 869 und um 879)
- ? Giovanni (erwähnt 964)
- ? Martino (erwähnt 967)
- ? Giovanni (erwähnt 998)